# Sophie Mallebranche
Sophie Mallebranche, née le 30 mars 1976 à Honfleur (Calvados), est une designer textile française reconnue par les architectes d’intérieur pour ses tissages métalliques qui associent fibres et matériaux industriels.
Elle est directrice artistique de Material Design Group. Sa société produit et distribue ses créations sous la marque Sophie Mallebranche.
Des architectes et designers de renommée internationale comme Peter Marino, Robert A. M. Stern, Tony Chi, Jacques Grange, Gensler, Rena Dumas, Yabu Pushelberg (en) ou  Flanagan Lawrence ont utilisé ses créations afin d'expérimenter de nouvelles applications dans les domaines du design, du luxe et de l’architecture intérieure. Elle a ainsi collaboré avec des marques comme Christian Dior, Chanel, Louis Vuitton, Richard Mille, Chaumet, Piaget, Mikimoto ou Guerlain. Ses tissages métalliques ont été plusieurs fois récompensés par les professionnels du design pour leur caractère innovant et ses créations habillent de nombreux flagships  (magasins phares), hôtels et restaurants dans le monde. 

## Biographie
Diplômée de l’École supérieure des arts appliqués Duperré de Paris en 1998, Sophie Mallebranche invente dès les premières années de sa formation de nouveaux procédés de tissage pour conférer malléabilité et souplesse du textile aux matériaux industriels qu’elle utilise. Ses premières matières métalliques tissées retiennent l'attention de l'architecte d’intérieur et designer Andrée Putman et de l'architecte Peter Marino, ses créations trouvent alors de nouvelles applications dans les domaines de l’aménagement de l’espace et de la décoration. Sophie Mallebranche va ainsi habiller la maison historique de Chanel rue Cambon à Paris et son immeuble du quartier de Ginza à Tokyo, et créer des matériaux exclusifs pour Arcelor, Balenciaga, Laurent-Perrier ou encore la cristallerie française Daum. 
En 2004, sélectionnée par le ministère français des Affaires étrangères et l'Association française d'action artistique (AFAA), Sophie Mallebranche expose au Tokyo Designers Block, l’un des événements majeurs du design au Japon. Cette exposition va favoriser la diffusion de son travail : en 2005; elle conçoit notamment pour Guerlain une matière exclusive pour habiller le flagship (magasin phare) des Galeries Lafayette Haussmann à Paris. Elle crée également une matière 100% Acier inoxydable en très grand format pour les rideaux du restaurant Alain Ducasse au Plaza Athénée à Paris. Cette création est récompensée par une Étoile de l'Observeur du design en 2006. La même année un Design Award, catégorie matériaux innovants, lui est décerné au salon International Contemporary Furniture Fair (ICFF) de New-York.[réf. nécessaire]
Pour favoriser la diffusion internationale de son travail, Sophie Mallebranche crée la société Eh Oui avec Evelyne Skorochod - société qu’elle quitte en 2009 - puis dépose la marque Sophie Mallebranche. Elle crée Material Design Group avec Guillaume Danset en 2010, afin d’industrialiser la fabrication de ses créations et répondre à la demande croissante des architectes d'intérieur. Soutenus par le Centre francilien de l’innovation, Oséo et Paris Pionnières, ils développent un nouveau procédé industriel, capable de tisser les créations de Sophie Mallebranche en préservant l’aspect artistique original des fabrications fait main. Ils initient un partenariat avec la maison Toiles de Mayenne, manufacture de textiles bicentenaire située à Fontaine-Daniel en Mayenne afin de mettre en œuvre ce nouveau procédé de tissage. Aujourd'hui, Material Design Group détient sa propre unité de fabrication indépendante. Cette unité a permis de faciliter l’utilisation des matières créées par Sophie Mallebranche dans le domaine de l’architecture d’intérieur et favorisé leur exportation dans le monde.[réf. nécessaire]

## Expositions
2004 : Contemplation, exposition Tokyo Designers Block, Hanezawa Garden, Tokyo. 
2010 : Contemplation II, musée des Tissus et des Arts décoratifs, Lyon.
2015 : Contemplation III, Hommage à Pierre Soulages, Fontaine-Daniel, France.
2022 : Acquisitions au musée des Tissus et des Arts décoratifs, Lyon.

## Prix et récompenses
- 1999 : 1er Prix du Concours Museum Expression[20], Réunion des musées nationaux, Paris.
- 1999 : Lauréate de Talents à la carte, Maison & Objet, Paris.
- 2001 : Appel permanent VIA (Valorisation de l’innovation dans l’ameublement), Paris.
- 2004 : Soutien de l’Association française d’action artistique (AFAA) et du ministère des Affaires étrangères pour ses expositions artistiques à Tokyo.
- 2006 : Design Award ICFF, catégorie matériaux innovants, New-York[21].
- 2006 : Étoile de l’Observeur du design, Paris[22].
- 2006 : Master de la Création d’entreprise remis par le Sénat, Paris.
- 2007 : Demi-finaliste aux Academy Award NYC.

## Publications

### Articles
- Avec Marc Bayard, Marie-Hélène Dali-Bersani, Pierre Frey, « L’art d’entremêler : une problématique du temps », Perspective, 1 | 2016, 33-42 [mis en ligne le 31 décembre 2016, consulté le 31 janvier 2022. URL : http://journals.openedition.org/perspective/6292 ; DOI : https://doi.org/10.4000/perspective.6292].

## Enseignement
2003 à 2009 : Enseignante « Couleur-Matière » à l’École supérieure d’art et de design (ESAD) de Reims, section arts et espace, et à l’École bleue de Paris dont elle a assuré la direction pédagogique de 2007 à 2009. 